# Barbara Fantechi

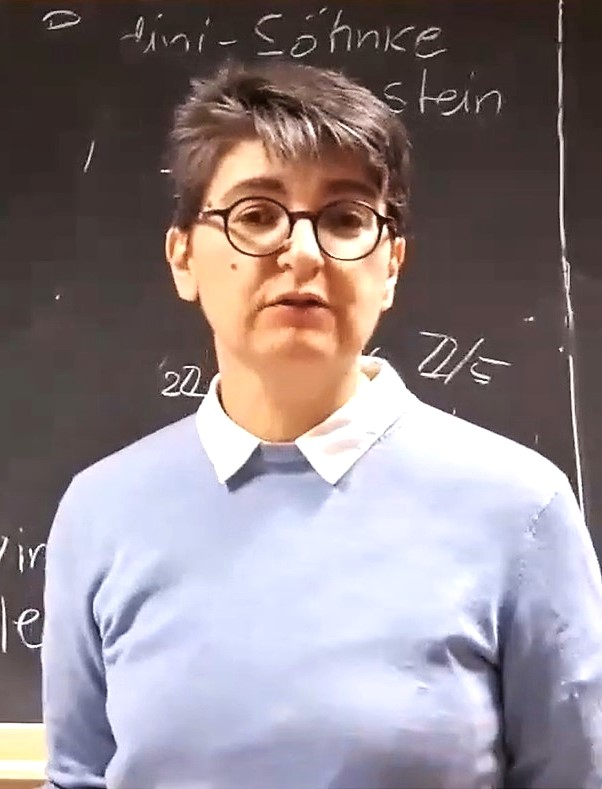
Barbara Fantechi

Barbara Fantechi (* 1966) ist eine italienische Mathematikerin, die sich mit  algebraischer Geometrie befasst.

## Leben und Werk
Fantechi wurde 1988 bei Fabrizio Catanese an der Universität Pisa promoviert (Secanti di varietà proiettive e applicazioni). Sie ist Professorin an der SISSA in Triest. 2008 war sie am Institute for Advanced Study tätig.
2006 war sie mit Kollegen Autorin eines Buches einer modernen (und ausführlicheren als in den Originalarbeiten) Darstellung der Fondements de la Géometrie Algébrique (FGA) von Alexander Grothendieck, einer grundlegenden klassischen Aufsatzreihe zur Algebraischen Geometrie der Grothendieck-Schule.

## Auszeichnungen und Mitgliedschaften
2000 war sie eingeladene Sprecherin auf dem Europäischen Mathematikerkongress in Barcelona (Stacks for everybody).
Im Jahr 2018 erhielt Fantechi den Prof. Luigi Tartufari-Preis von der Accademia dei Lincei.
2022 war sie eingeladene Sprecherin auf dem Internationalen Mathematikerkongress (A classical view of derived algebraic geometry). Im selben Jahr wurde sie zum Mitglied der Academia Europaea gewählt.

## Schriften (Auswahl)
- Deformation of Hilbert schemes of points on a surface, Composition Mathematica, Band 98, 1995, S. 215–217
- mit Rita Pardini: On the Hilbert scheme of curves in higher dimensional projective space, Manuscripta Mathematica, Band 90, 1996, S. 1–15, Arxiv
- mit Kai Behrend:  The intrinsic normal cone, Inventiones Mathematicae, Band 128, 1997, S. 45–88, Arxiv
- mit Rita Pardini: Automorphisms and moduli spaces of varieties with ample canonical class via deformations of abelian covers, Comm. in Algebra, Band 25, 1997, S. 1413–1441, Arxiv
- mit Marco Manetti: Obstruction calculus for functors of Artin rings, I. J. of Algebra, Band 202, 1998, S. 541–576
- mit Marco Manetti: On the {\displaystyle T^{1}} lifting theorem, J. of Algebraic Geometry, Band 8, 1999, S. 31–39
- mit Lothar Göttsche und Duco van Straten: Euler number of the compactified Jacobian and multiplicity of rational curves, J. Alg. Geom., Band 8, 1999, S. 115–133, Arxiv
- mit Rahul Pandharipande: Stable maps and branch divisors, Compositio Mathematica, Band 130, 2002, S. 345–364. Arxiv
- mit Lothar Göttsche: Orbifold cohomology for global quotients, Duke Math J., Band 117,  2003, S. 197–227. Arxiv
- mit Lothar Göttsche, Luc Illusie, Steven Kleiman, Nitin Nitsure und Angelo Vistoli: Fundamental Algebraic Geometry: Grothendieck's FGA Explained, AMS 2006
- mit Göttsche: Riemann-Roch theorems and elliptic genus for virtually smooth Schemes, J. Geom. Top., Band 14, 2010, S. 83–115, Arxiv
- mit Alex Massarenti: On the rigidity of moduli of curves in arbitrary characteristic, Arxiv 2014